# Boca de Arroyo, Chihuahua
Boca de Arroyo är en ort i Mexiko.   Den ligger i kommunen Batopilas och delstaten Chihuahua, i den nordvästra delen av landet, 1 200 km nordväst om huvudstaden Mexico City. Boca de Arroyo ligger 381 meter över havet och antalet invånare är 101.
Terrängen runt Boca de Arroyo är varierad. Boca de Arroyo ligger nere i en dal. Runt Boca de Arroyo är det mycket glesbefolkat, med 6 invånare per kvadratkilometer. Närmaste större samhälle är Polanco, 11,5 km öster om Boca de Arroyo. I omgivningarna runt Boca de Arroyo växer huvudsakligen savannskog.